# Frank Press
Frank Press (n. 4 decembrie 1924, New York City, New York, SUA – d. 29 ianuarie 2020, Chapel Hill, Carolina de Nord, SUA) a fost un geofizician și seismolog american, membru de onoare al Academiei Române (din 1991).